# Acontia trimacula
Acontia trimacula là một loài bướm đêm trong họ Noctuidae.